# Краишник, Момчило
Мо́мчило Кра́ишник (серб. Момчило Крајишник, Momčilo Kraišnik; 20 января 1945, Сараево, Независимое государство Хорватия — 15 сентября 2020, Баня-Лука, Босния и Герцеговина) — государственный и политический деятель боснийских сербов, первый спикер парламента Республики Сербской с октября 1991 по ноябрь 1995. Член Президиума Боснии и Герцеговины с 1996 по 1998 год.
Приговорён Гаагским трибуналом к 27 годам заключения. Он обвинялся в организации этнических чисток на территории Боснии в 1992—1995 годах. Суд оправдал его по обвинению в геноциде. Сам Краишник ни одного пункта обвинения не признал, защита требовала его освобождения.
Краишника захватили в собственном доме в Пале 3 апреля 2000 в ходе силовой операции миротворцев SFOR. Взорвав входные двери, миротворцы ворвались в дом, скрутили престарелых родителей политика и двух сыновей-школьников. Самому Краишнику не дали одеться — его увели под конвоем в тапочках и халате. Процесс над ним начался 3 февраля 2004 года, а завершился 31 августа 2006 года. Был досрочно освобождён 1 сентября 2013 года, после чего вернулся в Республику Сербскую.
Скончался 15 сентября 2020 года в Баня-Луке.